# Grézolles
Grézolles é uma comuna francesa na região administrativa de Auvérnia-Ródano-Alpes, no departamento de Loire. Estende-se por uma área de 5,6 km². Em 2010 a comuna tinha 267 habitantes (densidade: 47,7 hab./km²).